# Kirocza
Kirocza (ros. Кироча) – wieś w Rosji, w Kraju Zabajkalskim, w rejonie szyłkińskim. W 2010 liczyła 133 mieszkańców.